# Park Jae-hyeong
Park Jae-hyeong (kor. 박재형; * 8. Mai 1997) ist ein südkoreanischer Fußballspieler.

## Karriere
Park Jae-hyeong erlernte das Fußballspielen in der High-School-Mannschaft der Moonil High School. Seinen ersten Vertrag unterschrieb er 2016 bei Goyang Zaicro FC in Goyang. Nach einem Jahr wechselte er nach Thailand. Hier verpflichtete ihn der Bangkok Christian College FC. Mit dem Verein aus Bangkok spielte er bis Mai 2017 in der vierten Liga, der Thai League 4. Im Laufe des Jahres wechselte er zum Zweitligisten Chiangmai FC nach Chaingmai. Im Februar 2018 ging er wieder in seine Heimat. Hier schloss er sich dem in der K3 League Basic spielenden Yeoju Citizen FC aus Yeoju an. Im Juni 2018 kehrte er wieder nach Thailand zurück. Über die in der dritten Liga, der Thai League 3, spielenden Kalasin FC und Trang FC wechselte er im Mai 2019 nach Bangladesch. Brothers Union, ein Club aus Dhaka, der in der ersten Liga, der Bangladesh Premier League, spielte, nahm ihn bis Ende Oktober 2019 unter Vertrag. Für die Saison 2020 unterschrieb er einen Vertrag bei Uthai Thani FC. Der Club aus Uthai Thani spielt ab der Saison 2020 mit der Lizenz von Air Force United in der Zweiten Liga, der Thai League 2. Für Uthai Thani spielte er bis Mitte 2020 einmal in der zweiten Liga. Über den Drittligisten Udon United FC aus Udon Thani wechselte er Ende 2021 zum ebenfalls in der dritten Liga spielenden Chanthaburi FC nach Chanthaburi. Für den Verein absolvierte er zehn Spiele in der Eastern Region der Liga. Nach der Saison wurde sein Vertrag nicht verlängert. Von Mai 2022 bis Juni 2023 war er vertrags- und vereinslos. Im Sommer 2023 verpflichtete ihn der thailändische Zweitligaaufsteiger Dragon Pathumwan Kanchanaburi FC.